# Delyn (circonscription du Senedd)
Pour les articles homonymes, voir Delyn.
Delyn est une circonscription de l'Assemblée nationale du pays de Galles.

## Membres de l'Assemblée
| Élection | Élection | Membre         | Parti  | Portrait |
| -------- | -------- | -------------- | ------ | -------- |
|          | 1999     | Alison Halford | Labour |          |
|          | 2003     | Sandy Mewies   | Labour |          |
|          | 2016     | Hannah Blythyn | Labour |          |

## Élections

### Élections dans les années 2010
| Élections de l'Assemblée galloise 2016: Delyn |                   |                |        |      |       |
| Parti                                         | Parti             | Candidat       | Votes  | %    | ±     |
|                                               | Labour            | Hannah Blythyn | 9,480  | 40.9 | −5.2  |
|                                               | Conservateur      | Huw Williams   | 5,898  | 25.5 | −8.2  |
|                                               | UKIP              | Nigel Williams | 3,794  | 16.4 | +16.4 |
|                                               | Plaid Cymru       | Paul Rowlinson | 2,269  | 9.8  | −2.8  |
|                                               | Liberal Democrats | Tom Rippeth    | 1,718  | 7.4  | −0.2  |
| Majorité                                      | Majorité          | Majorité       | 3,582  | 15.4 | +3.0  |
| Participation                                 | Participation     | Participation  | 23,159 | 43.3 | +0.3  |
|                                               | Labour hold       | Labour hold    | Swing  | -1.5 |       |

| Élections de l'Assemblée galloise 2011: Delyn |                   |                |        |      |       |
| Parti                                         | Parti             | Candidat       | Votes  | %    | ±     |
|                                               | Labour            | Sandy Mewies   | 10,695 | 46.1 | +11.5 |
|                                               | Conservateur      | Matthew Wright | 7,814  | 33.7 | +1.4  |
|                                               | Plaid Cymru       | Carrie Harper  | 2,918  | 12.6 | −2.1  |
|                                               | Liberal Democrats | Michele Jones  | 1,767  | 7.6  | −4.7  |
| Majorité                                      | Majorité          | Majorité       | 2,881  | 12.4 | +10.0 |
| Participation                                 | Participation     | Participation  | 23,194 | 43.0 | +1.9  |
|                                               | Labour hold       | Labour hold    | Swing  | +5.1 |       |

### Élections dans les années 2000
| Élections de l'Assemblée galloise 2007: Delyn |                   |                     |        |      |       |
| Parti                                         | Parti             | Candidat            | Votes  | %    | ±     |
|                                               | Labour            | Sandy Mewies        | 7,507  | 34.6 | −4.0  |
|                                               | Conservateur      | Antoinette Sandbach | 6,996  | 32.3 | +3.3  |
|                                               | Plaid Cymru       | Meg Elis            | 3,179  | 14.7 | −0.7  |
|                                               | Liberal Democrats | Ian Matthews        | 2,669  | 12.3 | −4.7  |
|                                               | UKIP              | Derek Bigg          | 1,318  | 6.1  | N/A   |
| Majorité                                      | Majorité          | Majorité            | 511    | 2.4  | -7.2  |
| Participation                                 | Participation     | Participation       | 21,669 | 41.1 | +10.1 |
|                                               | Labour hold       | Labour hold         | Swing  | −3.7 |       |

| Élections de l'Assemblée galloise 2003: Delyn |                   |                   |        |      |       |
| Parti                                         | Parti             | Candidat          | Votes  | %    | ±     |
|                                               | Labour            | Sandy Mewies      | 6,520  | 38.6 | −6.1  |
|                                               | Conservateur      | Mark Isherwood    | 4,896  | 29.0 | +7.0  |
|                                               | Liberal Democrats | David P. Lloyd    | 2,880  | 17.1 | +4.1  |
|                                               | Plaid Cymru       | Paul J. Rowlinson | 2,588  | 15.3 | −5.0  |
| Majorité                                      | Majorité          | Majorité          | 1,624  | 9.6  | −13.1 |
| Participation                                 | Participation     | Participation     | 17,073 | 31.4 | −13.0 |
|                                               | Labour hold       | Labour hold       | Swing  | −6.6 |       |

### Élections dans les années 1990
| Élections de l'Assemblée galloise 1999: Delyn |                                  |                 |        |      |     |
| Parti                                         | Parti                            | Candidat        | Votes  | %    | ±   |
|                                               | Labour                           | Alison Halford  | 10,672 | 44.7 | N/A |
|                                               | Conservateur                     | Karen Lumley    | 5,255  | 22.0 | N/A |
|                                               | Plaid Cymru                      | Meg Elis        | 4,837  | 20.3 | N/A |
|                                               | Liberal Democrats                | Eleanor Burnham | 3,089  | 13.0 | N/A |
| Majorité                                      | Majorité                         | Majorité        | 5,417  | 22.7 | N/A |
| Participation                                 | Participation                    | Participation   | 23,853 | 44.2 | N/A |
|                                               | Labour Vainqueur (nouveau siège) |                 |        |      |     |